# Gustav Rochus Sick
Gustav Rochus Sick (* 27. Juni 1803 in Berlin; † 27. März 1855 in Rothenburg an der Oder bei Grünberg in Schlesien) war ein deutscher Arzt und Parlamentarier.

## Leben
Gustav Rochus Sick war Sohn des Veterinärs und Professors an der Tierarzneischule Georg Friedrich Sick (1760–1829). Er besuchte bis Ostern 1822 das Joachimsthalsche Gymnasium in Berlin und studierte anschließend ab 1822 Medizin an der Schlesischen Friedrich-Wilhelms-Universität Breslau. Er wurde Mitglied des Corps Silesia Breslau. 1825 wurde er in Berlin zum Dr. med. promoviert. Sick publizierte einige medizinische Fachbeiträge in medizinischen Fachzeitschriften. Er praktizierte als Arzt und wurde Medizinalrat in Rothenburg, Provinz Schlesien.
Sick saß 1849 in der 1. Legislaturperiode als Abgeordneter des Wahlkreises Liegnitz im Preußischen Abgeordnetenhaus. Er gehörte der Fraktion des Linken Zentrums an.